# Kubo Sakae

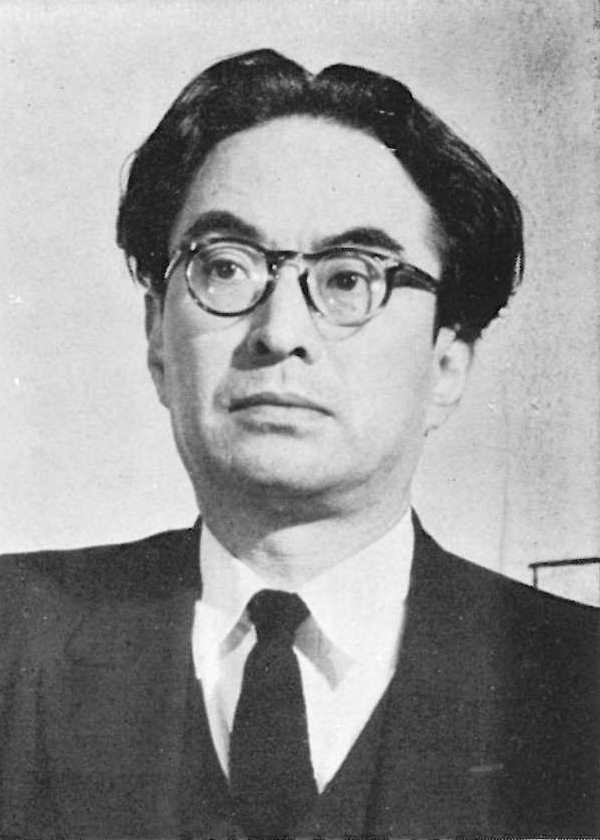
Kubo Sakae

Kubo Sakae (japanisch 久保 栄, * 28. Dezember 1900 in Sapporo, Hokkaidō; † 15. März 1958) war ein japanischer Dramatiker.

## Leben und Wirken
Kubo Sakae studierte deutsche Literatur an der Universität Tokio und war zugleich Schüler von Osanai Kaoru am Tsukiji-Theater. Nach Osanais Tod setzte er dessen Arbeit als Theaterleiter fort. Als Marxist setzte er sich für historischen Realismus auf der Bühne ein. Bekannt wurde er mit dem Stück Kazan baichi (火山灰地, Land der Vulkanasche, 1937). Neben weiteren Stücken wie Goryōkaku kessho (五稜郭血書; 1933) – „Blutschrift zu Goryōkaku“ und Ringoen nikki (林檎園日記) – „Tagebuch zum Apfelobstgarten“ verfasste er den Roman Noborigama (のぼり窯) – „Brennofen“ und übersetzte Werke von Ernst Toller und Frank Wedekind. 1958 beging er Suizid.

## Weitere Quellen
- Louis Frédéric: Japan Encyclopedia. Harvard University Press, 2002, ISBN 0-674-00770-0, S. 659 (englisch, eingeschränkte Vorschau in der Google-Buchsuche – französisch: Japon, dictionnaire et civilisation. Übersetzt von Käthe Roth).
- Oxford Encyclopedia of Theatre and Performance: Kubo Sakae
- John Scott Miller: "Historical Dictionary of Modern Japanese Literature and Theater", Scarecrow Press, 2009, ISBN 9780810858107, S. 58